# Podgora pri Dolskem
Podgora pri Dolskem je naselje v Občini Dol pri Ljubljani.